# Giacomo III di Baden-Hachberg
Giacomo III di Baden-Hachberg (Pforzheim, 26 maggio 1562 – Emmendingen, 17 agosto 1590) fu margravio di Baden-Hachberg dal 1584 al 1590, risiedendo ad Emmendingen. Nel 1590 si convertì al cattolicesimo causando turbolenze nella politica dell'epoca.

## Biografia
Giacomo III di Baden-Hachberg nacque a Pforzheim il 26 maggio 1562 ed era il secondo figlio maschio del margravio Carlo II di Baden-Durlach e di Anna del Palatinato-Veldenz, figlia a sua volta del conte palatino Roberto di Veldenz. Nel 1557 Giacomo ed il fratello Ernesto Federico vennero inviati, per essere educati, alla corte del loro tutore, il luterano duca Ludovico III il Pio di Württemberg. Giacomo era molto interessato nei recenti progressi che aveva compiuto la scienza e proseguì i propri studi a Tübingen e Strasburgo. Egli fece in seguito il grand tour in Italia e Francia.

### Reggenza dal 1577 al 1584
Quando suo padre morì nel 1577, Giacomo era ancora minorenne ed ereditò il margraviato di Baden-Hachberg, che venne però governato da un consiglio di reggenza, composto dalla madre, dall'elettore palatino Ludovico VI, dal conte Filippo Luigi del Palatinato-Neuburg e dal duca Ludovico III di Württemberg.

### Divisione dei territori
Giacomo ed il fratello maggiore Ernesto Federico desideravano essere i soli sovrani del loro frammento del Baden. Nelle sue ultime volontà, il padre vietava però la suddivisione dei territori del margraviato, ma dal momento che il testamento non era stato firmato e sigillato correttamente, i reggenti lo invalidarono permettendo così una divisione dei territori, frammentando ulteriormente il Baden oltre alla già esistente spartizione di Baden-Baden e Baden-Durlach. Giacomo ricevette la signoria di Hachenberg, con sede ad Emmendingen; Ernesto Federico ottenne il Baden inferiore, che includeva le due città principali, Durlach e Pforzheim. Il fratello più giovane, Giorgio Federico, tenne per sé il Baden superiore, incluse le signorie di Rötteln e Badenweiler, nonché il margraviato di Baden-Sausenburg.
Quando l'erede di Giacomo morì nel 1591, il Baden-Hachberg venne ereditato da Ernesto Federico, che morì nel 1604 senza eredi maschi; i suoi possedimenti passarono quindi a Giorgio Federico che riunì quindi il Baden-Durlach.

## Conversione
Giacomo III e i due fratelli seguirono percorsi religiosi diversi: tutti erano stati cresciuti nella fede luterana, ma Giorgio Federico si convertì al calvinismo mentre Giacomo divenne cattolico.
Nel 1582, la conversione al protestantesimo di Gebhard Truchsess von Waldburg, arcivescovo di Colonia, portò ad una guerra tra Gebhard, che si rifiutava di lasciare la carica di arcivescovo, ed Ernesto di Baviera, che era stato eletto suo successore. Gebhard tentò di convertire l'arcidiocesi al luteranesimo con l'aiuto della bella contessa Agnese di Mansfeld-Eisleben. Giacomo III combatté in questa guerra sotto il generale della Spagna, Alessandro Farnese, duca di Parma. In seguito combatté sempre per la fazione cattolica agli ordini del duca Carlo III di Lorena.
Nel 1582, all'età di ventidue anni, il margravio Giacomo III sposò la sedicenne contessa Elisabetta di Culemburg-Pallandt, unica erede di una grande fortuna. Il matrimonio fu felice e produsse quattro figli, anche se durò solo sei anni. Nel 1588 la coppia si trasferì da Hocburg al più piccolo castello di Emmendingen. Il 1º gennaio 1590 Giacomo III diede diritti di città ad Emmendingen.
Durante questo periodo di importanti dispute religiose, Giacomo III cercò di osservare tutti gli aspetti del Cristianesimo che si trovavano a scontrarsi. Nel 1589 e 1590 egli organizzò due colloqui, il primo a Baden-Baden e il secondo ad Emmendingen, tra teologi luterani del Württemberg e cattolici. Al dibattito di Emmendingen i luterani erano guidati da Johannes Pappus di Strasburgo, mentre i cattolici erano capitanati da Johannes Zehender, cappellano di corte di Giacomo III.
Di lì a poco Giacomo si convertì alla fede cattolica presso il monastero cistercense di Tennenbach il 15 luglio 1590, come aveva fatto due anni prima il suo consigliere Johannes Pistorius. Questo causò una grande eco in Germania, dal momento che egli era il primo principe sovrano a convertirsi in Germania dopo la pace di Augusta del 1555. In base al principio del cuius regio, eius religio stabilito con il trattato, il cattolicesimo divenne la religione di stato del margraviato di Baden-Hachberg, cosa che papa Sisto V vedeva di buon auspicio.

## Morte
Dopo una sola settimana dalla conversione, il ventottenne margravio Giacomo III morì inaspettatamente. Il suo corpo venne dissezionato da due professori della facoltà di medicina dell'Università di Friburgo, una procedura molto rara nel XVI secolo; nel preciso linguaggio latino del referto autoptico, la causa della morte viene indicata in un avvelenamento da arsenico (As2O3). Il testamento di Giacomo indicava che avrebbe voluto essere seppellito a Baden-Baden, all'epoca cattolica; egli venne invece tumulato nella chiesa di San Michele di Pforzheim. L'iscrizione sulla sua tomba non menziona la sua conversione al cattolicesimo.
Una settimana dopo la morte di Giacomo, la sua vedova diede alla luce un figlio postumo, Ernesto Giacomo, erede del margraviato. Ernesto Federico prese illegalmente il bambino sotto la sua custodia, ma esso morì il 29 maggio 1591 ad appena nove mesi di vita. Il Baden-Hachberg tornò nelle mani di Ernesto Federico che lo convertì nuovamente al luteranesimo. Elisabetta di Culemburg-Pallandt si convertì al cattolicesimo dopo la morte del marito. Ernesto Federico si rifiutò di lasciarle la sede vedovile ad Emmendingen, che le sarebbe spettata in base al testamento di Giacomo III.
Gli eventi che circondarono la morte di Giacomo III testimoniano la crescente importanza delle questioni religiose in quel periodo storico. Le tensioni tra le diverse confessioni religiose erano cresciute notevolmente, così come la fame di potere dei governanti e principati tedeschi. Nel giro di poco meno di trent'anni, queste tensioni si sarebbero concretizzate nella guerra dei trent'anni.

## Matrimonio e discendenza
Il 6 settembre 1584 Giacomo III sposò Elisabetta di Culemburg-Pallandt, figlia del conte Floris I di Culemburg-Pallandt (1537 - 1598). Ebbero quattro figli:
- Anna (13 giugno 1585 - 11 marzo 1649), nel 1607 sposò il conte Volrado IV di Waldeck-Eisenberg;
- Carlo Ernesto (21 giugno 1588 - 19 settembre 1588);
- Jakobea (2 giugno 1589 - 29 settembre 1625);
- Ernesto Giacomo (24 agosto 1590 - 29 maggio 1591).

## Ascendenza
|                                |                                       |                                    | Genitori                         |  |  | Nonni |  |  | Bisnonni              |  |  | Trisnonni        |  |
|                                |                                       |                                    |                                  |  |  |       |  |  | Cristoforo I di Baden |  |  | Carlo I di Baden |  |
|                                |                                       |                                    |                                  |  |  |       |  |  | Cristoforo I di Baden |  |  | Carlo I di Baden |  |
|                                |                                       | Caterina d'Austria                 |                                  |  |  |       |  |  | Cristoforo I di Baden |  |  |                  |  |
| Ernesto I di Baden-Durlach     |                                       |                                    |                                  |  |  |       |  |  | Cristoforo I di Baden |  |  |                  |  |
|                                |                                       | Ottilia von Katzenelnbogen         | Filippo I di Katzenelnbogen      |  |  |       |  |  |                       |  |  |                  |  |
|                                |                                       | Ottilia von Katzenelnbogen         | Filippo I di Katzenelnbogen      |  |  |       |  |  |                       |  |  |                  |  |
|                                |                                       | Ottilia von Katzenelnbogen         | …                                |  |  |       |  |  |                       |  |  |                  |  |
| Carlo II di Baden-Durlach      |                                       | Ottilia von Katzenelnbogen         |                                  |  |  |       |  |  |                       |  |  |                  |  |
|                                |                                       | Giorgio di Rosenfeld               | …                                |  |  |       |  |  |                       |  |  |                  |  |
|                                |                                       | Giorgio di Rosenfeld               | …                                |  |  |       |  |  |                       |  |  |                  |  |
|                                |                                       | Giorgio di Rosenfeld               | …                                |  |  |       |  |  |                       |  |  |                  |  |
| Ursula di Rosenfeld            |                                       | Giorgio di Rosenfeld               |                                  |  |  |       |  |  |                       |  |  |                  |  |
|                                |                                       | …                                  | …                                |  |  |       |  |  |                       |  |  |                  |  |
|                                |                                       | …                                  | …                                |  |  |       |  |  |                       |  |  |                  |  |
|                                |                                       | …                                  | …                                |  |  |       |  |  |                       |  |  |                  |  |
| Giacomo III di Baden-Hachberg  |                                       | …                                  |                                  |  |  |       |  |  |                       |  |  |                  |  |
|                                | Alessandro del Palatinato-Zweibrücken | Luigi I del Palatinato-Zweibrücken |                                  |  |  |       |  |  |                       |  |  |                  |  |
|                                | Alessandro del Palatinato-Zweibrücken | Luigi I del Palatinato-Zweibrücken |                                  |  |  |       |  |  |                       |  |  |                  |  |
|                                | Alessandro del Palatinato-Zweibrücken | Giovanna de Croÿ                   |                                  |  |  |       |  |  |                       |  |  |                  |  |
| Roberto del Palatinato-Veldenz | Alessandro del Palatinato-Zweibrücken |                                    |                                  |  |  |       |  |  |                       |  |  |                  |  |
|                                |                                       | Margherita di Hohenlohe-Neuenstein | Kraft IV di Hohenlohe-Neuenstein |  |  |       |  |  |                       |  |  |                  |  |
|                                |                                       | Margherita di Hohenlohe-Neuenstein | Kraft IV di Hohenlohe-Neuenstein |  |  |       |  |  |                       |  |  |                  |  |
|                                |                                       | Margherita di Hohenlohe-Neuenstein | …                                |  |  |       |  |  |                       |  |  |                  |  |
| Anna di Veldenz                |                                       | Margherita di Hohenlohe-Neuenstein |                                  |  |  |       |  |  |                       |  |  |                  |  |
|                                |                                       | …                                  | …                                |  |  |       |  |  |                       |  |  |                  |  |
|                                |                                       | …                                  | …                                |  |  |       |  |  |                       |  |  |                  |  |
|                                |                                       | …                                  | …                                |  |  |       |  |  |                       |  |  |                  |  |
| …                              |                                       | …                                  |                                  |  |  |       |  |  |                       |  |  |                  |  |
|                                |                                       | …                                  | …                                |  |  |       |  |  |                       |  |  |                  |  |
|                                |                                       | …                                  | …                                |  |  |       |  |  |                       |  |  |                  |  |
|                                |                                       | …                                  | …                                |  |  |       |  |  |                       |  |  |                  |  |
|                                |                                       | …                                  |                                  |  |  |       |  |  |                       |  |  |                  |  |